# Гликлазид
Гликлазид — гипогликемическое средство II поколения для перорального применения, производное сульфонилмочевины, используется для лечения сахарного диабета 2 типа, механизм действия основан на увеличении поступления инсулина в кровь.
Препарат используется также при диетических изменениях, физических упражнениях и потере веса. Используется перорально.
Побочные эффекты могут включать низкий уровень сахара в крови, рвоту, боль в животе, сыпь и проблемы с печенью. Не рекомендуется использовать пациентам со значительными проблемами почек, печени или беременным. Гликлазид входит в семейство препаратов на основе сульфонилмочевины.
Гликлазид был запатентован в 1966 году и одобрен для медицинского применения в США в 1972 году. Он включен в Примерный перечень ВОЗ основных лекарственных средств.. На 2004 год препарата нет в продаже в США.

## Применение
Основное применение гликлазида — лечение сахарного диабета II типа.
Гликлазид используется для контроля гипергликемии при гликлазид-зависимом сахарном диабете стабильного, легкого, склонного к кетозу диабета 2-го типа. Он используется, когда диабет не может контролироваться с помощью правильного рациона питания и физических упражнений или когда инсулинотерапия не подходит. National Kidney Foundation (обновление 2012 года) утверждает, что гликлазид не требует повышения дозы даже при терминальной стадии заболевания почек.

## Противопоказания
Список противопоказаний для приёма гликлазида:
- гиперчувствительность к препарату;
- сахарный диабет первого типа;
- диабетический кетоацидоз;
- диабетическая прекома и кома;
- обширные травмы и ожоги;
- нарушения функции почек и печени;
- нарушения функции щитовидной железы (гипотиреоз и гипертиреоз);
- беременность и период лактации;
- возраст до 18 лет

## Фармакологическое действие
Гликлазид стимулирует секрецию инсулина бета-клетками поджелудочной железы и уменьшает промежуток времени от момента приёма пищи до начала секреции инсулина, восстанавливает ранний пик секреции инсулина, уменьшает постпрандиальный пик гипергликемии, уменьшает адгезию и агрегацию тромбоцитов, замедляет развитие пристеночного тромба, повышает сосудистую фибринолитическую активность, нормализует проницаемость сосудов. Гликлазид обладает антиатерогенными свойствами: понижает концентрацию в крови общего холестерина и липопротеинов низкой плотности, повышает концентрацию липопротеинов высокой плотности, а также уменьшает количество свободных радикалов. Он препятствует развитию микротромбоза и атеросклероза, улучшает микроциркуляцию, уменьшает чувствительность сосудов к адреналину. При диабетической нефропатии на фоне длительного применения гликлазида отмечается достоверное снижение протеинурии

## Фармакокинетика
После приёма внутрь быстро всасывается из желудочно-кишечного тракта. Содержание в плазме прогрессивно возрастает, достигая максимума через 6-12 ч после приёма. Приём пищи не влияет на всасывание. Взаимосвязь между принятой дозой и кривой концентрации препарата в плазме представляет собой линейную зависимость от времени. Связывание с белками плазмы составляет 95 %. Метаболизируется в печени с образованием метаболитов. Основной метаболит не обладает гипогликемическим действием, но оказывает влияние на микроциркуляцию. Период полувыведения составляет — 12 ч. Выводится главным образом почками в виде метаболитов, менее 1 % выводится с мочой в неизмененном виде.

## Побочные эффекты
Основные (частые) побочные эффекты:
- гипогликемия (при нарушении режима дозирования, при нерегулярном приёме пищи и в случаях пропуска её приёмов) с симптомами: головная боль, чувство усталости, чувство голода, резкая слабость, сердцебиение, сонливость или бессонница, тремор, сенсорные расстройства, головокружение, потеря сознания, изменения вкусовых ощущений)[8]
- обратимая лейко и тромбоцитопения, эозинофилия, анемия.

Редко:
- кожные аллергические реакции (зуд, крапивница, кожная сыпь), фотосенсибилизация.

Очень редко:
- диспептические явления (тошнота, рвота, боль в животе), снижение аппетита, повышение активности трансаминаз, крайне редко — желтуха.

В 2013 году органы здравоохранения США и западных стран сообщили о возможной связи панкреатита и рака поджелудочной железы с приёмом производных сульфонилмочевины и инсулина.